# P-Money
P-Money (echte naam: Peter Wadams) is een hiphop-dj uit Papakura, Nieuw-Zeeland.